# Microbotryum cardui
Microbotryum cardui är en svampart som först beskrevs av A.A. Fisch. Waldh., och fick sitt nu gällande namn av Vánky 1998. Microbotryum cardui ingår i släktet Microbotryum och familjen Microbotryaceae.   Inga underarter finns listade i Catalogue of Life.